# Conférence des évêques catholiques de Nouvelle-Zélande
La Conférence des évêques catholiques de Nouvelle-Zélande (en anglais : New Zealand Catholic Bishops Conference, abrégé NZCBC, et en maori de Nouvelle-Zélande : Te Huinga o ngā Pīhopa Katorika o Aotearoa) est une conférence épiscopale de l’Église catholique qui réunit les ordinaires des six diocèses de Nouvelle-Zélande.

## Historique
La conférence est une des quatre conférences épiscopales membres de la Fédération des conférences des évêques catholiques d’Océanie (Federation of Catholic Bishops Conferences of Oceania, abrégé FCBCO),. Elle est représentée en 2023 par l’évêque d’Auckland, Stephen Lowe, suppléé par l’évêque de Dunedin, Michael Dooley.
Selon un rapport de la commission royale, publié en juillet 2024, au moins 200 000 personnes auraient subi des violences et des abus sexuels dans les institutions publiques et religieuses, depuis les années 1950. L'Église catholique étant particulièrement concernée, la NZCBC affirme qu’elle étudiera le rapport et indique :  « Il y a du travail à faire pour le gouvernement et par beaucoup d’autres personnes. Nous comprenons qu’au sein de la communauté, certains d’entre nous – y compris les responsables de l’Église catholique – ont un rôle particulier à jouer pour veiller à ce que les conclusions et les recommandations de cette importante enquête ne se perdent pas ou ne se limitent pas aux mots. Nous nous engageons à jouer ce rôle ».

## Membres
Sont membres de la conférences les évêques diocésains, les évêques coadjuteurs et les évêques auxiliaires des six diocèses du pays. La commission se réunit quatre fois par an. Le secrétariat de la conférence est situé à Wellington.
Sont membres, en 2023 :
- six évêques en activité :
  - Stephen Lowe, évêque d’Auckland ;
  - Michael Dooley, évêque de Dunedin ;
  - John Adams (en), évêque de Palmerston North ;
  - Richard Laurenson (en), évêque de Hamilton ;
  - Paul Martin, archevêque de Wellington ;
  - Michael Gielen (en), évêque de Christchurch ;
- huit évêques émérites :
  - Thomas Williams, cardinal et archevêque émérite de Wellington ;
  - John Dew, cardinal et archevêque émérite de Wellington ;
  - Owen Dolan (en), évêque coadjuteur émérite de Palmerston North ;
  - Peter Cullinane (en), évêque émérite de Palmerston North ;
  - Patrick Dunn, évêque émérite d’Auckland ;
  - Denis Browne, évêque émérite de Hamilton ;
  - Colin Campbell (en), évêque émérite de Dunedin ;
- le nonce apostolique, Novatus Rugambwa.[réf. nécessaire]

## Sanctuaires
La conférence épiscopale a désigné un sanctuaire national, l’église Sainte-Marie-des-Anges aussi sanctuaire Notre-Dame-de-Paradis de Wellington, en 2022, après plusieurs années de mise en place, (la gestion des suites de la Covid-19 n’ayant certainement pas aidé)[Interprétation personnelle ?].